# Pepita de Leão
Pepita de Leão (Cruz Alta, 15 de Dezembro de 1875 – Porto Alegre, 10 de Outubro de 1945) foi uma escritora, tradutora e educadora gaúcha que se dedicou principalmente à literatura infantil.

## Traduções
Destacou-se na tradução de livros infantis nos anos 1930 e 1940, em especial para a Editora Livraria do Globo, em Porto Alegre. Traduziu e adaptou cerca de 28 títulos, a maioria para essa editora, de autores como Lewis Carroll, Johanna Spyri, David Wyss, Robert Louis Stevenson, Charles Dickens, Selma Lagerlöf e Hans Christian Andersen, entre outros. 
Em 1937 lançou Conta uma história, resultado de um trabalho de compilação de contos, com relatos de aventuras, fantasias, mistérios e viagens, grande parte colhidos da tradição oral.

## Homenagem
Em Porto Alegre, a Escola Municipal de Ensino Fundamental Pepita de Leão, criada em 9 de outubro de 1979, tem esse nome em sua homenagem.

## Obras (lista parcial)
- Nina Rosa (Ninon Rose), Guy Wirta, tradução. Publicado na Biblioteca das Moças, pela Companhia Editora Nacional, a 1ª edição é de 1928, a última de 1984, 9 edições.[4]
- As Aventuras de David Balfour, Robert Louis Stevenson, tradução, Livraria do Globo, 1933.[5]
- A Volta de D. Quixote, Herberth Egon Herlitschka, tradução, Livraria do Globo, 1934
- Alice na Terra das Maravilhas, Lewis Carrol, tradução, Porto Alegre: Livraria do Globo, 1934
- Alice  na casa do espelho (Through the Looking-Glass and What Alice Found There), Lewis Carrol, tradução, Livraria do Globo, 1934
- O Livro das Lendas, Selma Lagerlöf, tradução, Lisboa: Livros do Brasil,[6] 1936
- Conta uma história, Livraria do Globo, 1937
- O chinês misterioso, Joseph Smith Fletcher, tradução, publicado em A Novela, revista mensal de literatura da Livraria do Globo (A Novela n.7, 1937)
- Francisca, Johanna Spyri, tradução, Livraria do Globo, 1942
- A fada de Intra, Johanna Spyri, tradução, Livraria do Globo, 1942
- Verônica, Johanna Spyri, tradução, Livraria do Globo, 1943
- Dora, Johanna Spyri, tradução, Livraria do Globo, 1943[7]
- O Rei Arthur e seus cavaleiros (King Arthur and his Noble Knights), Sir Thomas Malory, tradução, Coleção Aventura, Livraria do Globo, 1943, ilustrações de João Batista Mottini
- Robin Hood, anônimo, tradução, Coleção Aventura, Livraria do Globo, 1944, ilustrações de João Batista Mottini
- Carlos Magno e seus cavaleiros, anônimo, tradução e adaptação, Coleção Aventura, 1944
- David Copperfield e seus companheiros, Elisabeth Lodor Merchante, tradução, Livraria do Globo, 1945
- Um Crime em Glenlitten, E. Phillips Oppenheim, tradução, Livros do Brasil, 1948
- O Caso Benson (The Benson Murder Case), S. S. Van Dine [8] tradução, Lisboa: Livros do Brasil (Coleção Vampiro, n. 11), 1948
- Um crime em Glenlitten (The Glenlitten Murder), Edward Phillips Oppenheim, tradução, Lisboa: Livros do Brasil (Coleção Vampiro, n. 10)[9]
- (Contos de Andersen): Compilação e tradução de Pepita de Leão, Hans Christian Andersen, Livraria do Globo, 1960
- Daqui a Milênios, Hans Christian Andersen, tradução, Livraria do Globo, 1961,[10] (Contos de Andersen, n. 5) Coleção Cinderela.
- A pequena sereia, Hans Christian Andersen; ilus. de Roswitha Wingen-Bitterlich. Pôrto Alegre, tradução, Livraria do Globo, 1961. (Contos de Andersen, n. 3) Coleção Cinderela.
- A rainha da neve, Hans Christian Andersen, tradução, Livraria do Globo, 1962 (Contos de Andersen, n. 2)